# Брајтенберг (Холштајн)
Брајтенберг (њем. Breitenberg) општина је у њемачкој савезној држави Шлезвиг-Холштајн. Једно је од 112 општинских средишта округа Штајнбург. Према процјени из 2010. у општини је живјело 374 становника. Посједује регионалну шифру (AGS) 1061016.

## Географски и демографски подаци
Брајтенберг се налази у савезној држави Шлезвиг-Холштајн у округу Штајнбург. Општина се налази на надморској висини од 4 метра. Површина општине износи 2,9 km². У самом мјесту је, према процјени из 2010. године, живјело 374 становника. Просјечна густина становништва износи 129 становника/km².